# Trolejbusy w Montreux/Vevey
Trolejbusy w Montreux/Vevey – linia trolejbusowa łącząca szwajcarskie miasta Montreux, Vevey i Villeneuve oraz wieś Rennaz.

## Historia
W 1938 podjęto decyzję, aby linię tramwajową łączącą Vevey, Montreux z Villeneuve zastąpić trolejbusową, jednak z powodu wybuchu II wojny światowej prace projektowe przerwano. Dopiero w 1955 rozpoczęto zawieszanie sieci trakcyjnej. W kwietniu 1957 otrzymano pierwsze trolejbusy, które stopniowo zastępowały tramwaje na tej trasie. Wiosną 1958 trolejbusy zostały uruchomione. W 1990 zmodernizowano zajezdnię. W sierpniu 2019 linię przedłużono do nowo wybudowanego szpitala w Rennaz, jednak początkowo – z uwagi na brak trolejbusów z napędem bateryjnym – przedłużone kursy obsługiwane były przez autobusy. Planowe kursy trolejbusów na pełnej trasie rozpoczęły się w lutym 2020.

## Linia
Trasa linii trolejbusowej:
- Rennaz Village – Vevey Funiculaire – Dépôt VMCV – Montreux – Villeneuve[4]

## Tabor
Pierwsze trolejbusy otrzymano w kwietniu 1957. W 1966 otrzymano doczepy do trolejbusów. W 1995 zakupiono 18 przegubowych, całkowicie niskopodłogowych trolejbusów Van Hool serii AG 300T. Trolejbusy miały numery 1–18. W 2008 dwa z nich o nr 2 i 15 zostały przekazane do Salzburga. W latach 2019–2020 zakupiono 16 przegubowych trolejbusów z alternatywnym napędem bateryjnym typu Van Hool Exqui.City 18, którym nadano numery taborowe 801–816.